# Гранфонтен (Юра)
Гранфонтен (фр. Grandfontaine) — громада  в Швейцарії в кантоні Юра, округ Порантрюї.

## Географія
Громада розташована на відстані близько 65 км на північний захід від Берна, 31 км на захід від Делемона.
Гранфонтен має площу 9 км², з яких на 6,7% дозволяється будівництво (житлове та будівництво доріг), 64,7% використовуються в сільськогосподарських цілях, 28,4% зайнято лісами, 0,2% не є продуктивними (річки, льодовики або гори).

## Демографія
2019 року в громаді мешкало 388 осіб (+7,2% порівняно з 2010 роком), іноземців було 6,7%. Густота населення становила 43 осіб/км².
За віковим діапазоном населення розподілялося таким чином: 21,9% — особи молодші 20 років, 55,9% — особи у віці 20—64 років, 22,2% — особи у віці 65 років та старші. Було 154 помешкань (у середньому 2,5 особи в помешканні).
Із загальної кількості 94 працюючих 37 було зайнятих в первинному секторі, 27 — в обробній промисловості, 30 — в галузі послуг.